# Catedral de Santa María (Newcastle upon Tyne)
La catedral de Santa María (en inglés: St Mary's Cathedral) es una catedral católica en Newcastle upon Tyne, Inglaterra, en el Reino Unido. Es la sede episcopal  de la Diócesis de Hexham y Newcastle. La catedral, situada en la calle Clayton, fue diseñada por Augustus Welby Pugin y construida entre 1842 y 1844. La catedral es un edificio protegido grado I y un buen ejemplo del estilo gótico del renacimiento defendido por Pugin. 
Hay un monumento dedicado al cardenal Basil Hume en el Jardín monumental exterior de la catedral, que fue inaugurado por la reina Isabel II en 2002. La Catedral de Santa María es la quinta estructura  más alta de la ciudad.
Por decreto del Papa Pío IX el 29 de septiembre de 1850, la jerarquía católica fue restaurada en un patrón regular de Inglaterra y Gales. El obispo William Hogarth fue designado para ser el primer obispo de la nueva diócesis y, como tal, requirió una iglesia en la que colocar su sede o cátedra. Santa María fue elegida para este propósito y por lo tanto ganó el estado de una iglesia catedral en 1850, convirtiéndose en la primera catedral de Newcastle, ya que la catedral anglicana de San Nicolás no se convirtió en una catedral hasta 1882.